# Zentralsudanische Sprachen

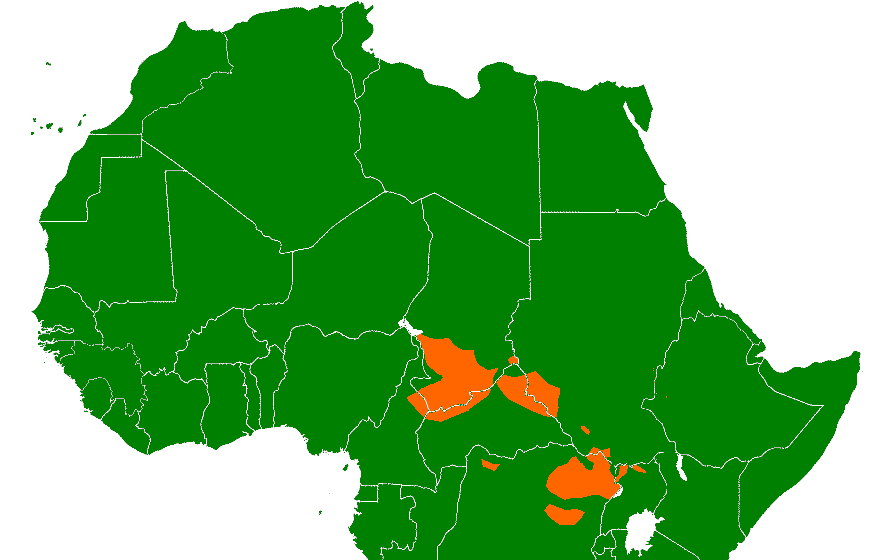
Verbreitungsgebiet der Zentralsudanischen Sprachen

Die in Afrika gesprochenen zentralsudanischen Sprachen sind ein bedeutender Zweig der nilosaharanischen Sprachfamilie. Sie sind nach der Region Sudan benannt.
Sie werden in einem ausgedehnten Gebiet zwischen dem Tschadsee und dem Logone-Fluss im Westen und dem Albertsee und dem Albert-Nil im Osten gesprochen und erstrecken sich dabei über die Staaten Kamerun, Tschad, Zentralafrikanische Republik, Sudan, Südsudan, Demokratische Republik Kongo und Uganda.
Ethnologue zählt 65 zentralsudanische Sprachen und gliedert sie wie folgt:
- West:
  - Bongo-Bagirmi-Gruppe (41 Sprachen; u. a. Bagirmi/Barma, Sara/Sar u. Ngambay)
  - Kresh-Gruppe (2 Sprachen)
- Ost:
  - Lendu-Gruppe (3 Sprachen; u. a. Bale/„Lendu“)
  - Mangbetu-Gruppe (3 Sprachen; u. a. Mangbetu)
  - Mangbutu-Lese-Gruppe (6 Sprachen)
  - Moru-Ma’di-Gruppe (10 Sprachen; u. a. Lugbara)

Die größte Sprache ist das Lugbara [lgg] mit ca. 1 Mio. Sprechern in der DR Kongo und Uganda, das auch als „High Lugbara“ bezeichnet wird; als „Low Lugbara“ ist das Aringa [luc] mit ca. 590.000 Sprechern in Uganda bekannt.
Zentralsudanische Sprachen mit mehr als 500.000 Sprechern sind außerdem:
- Bale („Lendu“) [led]: ca. 760.000 in der DR Kongo (u. in Uganda)
- Ngambay [sba]: ca. 750.000 im Tschad (u. in Kamerun)
- Mangbetu [mdj]: ca. 620.000 in der DR Kongo

Die Sprecher des Bagirmi waren das tragende Volk des Bagirmi-Reiches.
Die zentralsudanischen Sprachen haben im Allgemeinen die Grundwortfolge Subjekt-Verb-Objekt (SVO).